# Macaroeris
Macaroeris  (лат.) — род аранеоморфных пауков из подсемейства Dendryphantinae в семействе пауков-скакунов (Salticidae).

## Этимология
Научное название рода скомбинировано из слов «Макаронезия» (где большинство видов распространены) и плюс название рода других пауков скакунов «Eris».

## Описание
Пауки мелких размеров, в длину достигающие 4—6,5 мм.

## Виды
- Macaroeris albosignata Schmidt & Krause, 1996 — Канарские острова
- Macaroeris asiatica Logunov & Rakov, 1998 — Центральная Азия
- Macaroeris cata (Blackwall, 1867) — Мадейра, Румыния
- Macaroeris desertensis Wunderlich, 1992 — Мадейра
- Macaroeris diligens (Blackwall, 1867) — Мадейра, Канарские острова
- Macaroeris flavicomis (Simon, 1884) — Греция
- Macaroeris litoralis Wunderlich, 1992 — Канарские острова
- Macaroeris moebi (Bösenberg, 1895) — Канарские острова, Мадейра, Китай
- Macaroeris nidicolens (Walckenaer, 1802) — Европа  до Средней Азии